# Greenock Morton F.C.
Greenock Morton Football Club – szkocki klub piłkarski z siedzibą w mieście Greenock. Obecnie występuje w Scottish Championship.

## Historia
Klub powstał jako Morton Football Club w 1874, został założony przez Roberta Aitkena, Johna Barrie'a, Jamesa Farrella, Matthew Parka i Alexandera Ramsaya. W 1922 dotarli po raz pierwszy do finału Pucharu Szkocji. Wygrali go 1:0 po golu Jimmy'ego Gourlaya z drużyną Rangers. Po raz drugi do finału tych rozgrywek dotarli w 1948. Znowu spotkali się z ekipą Rangers. W pierwszym meczu był remis 1:1. Gola dla drużyny strzelił Jimmy White. Jednak w meczu dodatkowym drużyna z Ibrox Park okazała się lepsza, wygrywając 1:0. Byli także w finale Pucharu Ligi Szkockiej. 26 października 1963 ponownie napotkali na swojej drodze drużynę Rangers, przegrywając aż 0:5. Dostali się także do kwalifikacji Pucharu Miast Targowych w 1967.
Obecnie zespół występuje w Scottish Championship.

## Rekordziści

### Liczba występów wpierwszej lidze
| Zawodnik                        | Mecze |
| ------------------------------- | ----- |
| Peter Weatherson                | 214   |
| Jim McAlister                   | 204   |
| David MacGregor Stewart Greacen | 202   |
| Kevin Finlayson                 | 141   |
| Alex Walker                     | 71    |
| Ryan McGuffie                   | 63    |
| Iain Russell                    | 55    |
| Brian Wake                      | 53    |

### Strzelcy bramek
| #  | Zawodnkik        | Kariera             | Mecze | Gole | Średnia |
| -- | ---------------- | ------------------- | ----- | ---- | ------- |
| 1  | Allan McGraw     | 1961–1966           | 136   | 117  | 0.860   |
| 2  | Andy Ritchie     | 1976–1983           | 213   | 100  | 0.469   |
| 3  | Rowan Alexander  | 1986–1995           | 310   | 98   | 0.316   |
| 4  | Tommy Orr        | 1946–1958           | 257   | 86   | 0.334   |
| 5  | Eddie Beaton     | 1956–1960           | 110   | 83   | 0.754   |
| 6  | Derek Lilley     | 1991–1997 2005–2007 | 232   | 83   | 0.357   |
| 7  | Joe Mason        | 1966–1973           | 186   | 76   | 0.408   |
| 8  | Peter Weatherson | 2003–               | 214   | 73   | 0.341   |
| 9  | Alex Linwood     | 1951–1955           | 101   | 72   | 0.712   |
| 10 | John McNeil      | 1975–1991           | 328   | 67   | 0.204   |

### Liczba występów
| #  | Zawodnik        | Kariera             | Mecze | Gole |
| -- | --------------- | ------------------- | ----- | ---- |
| 1  | Derek Collins   | 1987–1999 2001–2005 | 534   | 12   |
| 2  | David Wylie     | 1985–1999           | 482   | 0    |
| 3  | Jimmy Holmes    | 1976–1988           | 437   | 7    |
| 4  | Davie Hayes     | 1970–1984           | 353   | 3    |
| 5  | John McNeil     | 1975–1991           | 328   | 67   |
| 6  | Rowan Alexander | 1986–1995           | 310   | 98   |
| 7  | George Anderson | 1969–1981 1985–1987 | 280   | 20   |
| 8  | Roy Baines      | 1972–1977 1978–1983 | 271   | 0    |
| 9  | Tommy Orr       | 1946–1958           | 257   | 86   |
| 10 | Jim Hunter      | 1985–1997           | 253   | 1    |

## Trenerzy
- George Morell (1904–1908)
- Bob Cochrane (1908–1927)
- David Torrance (1928–1931)
- Bob Cochrane (1931–1934)
- Jackie Wright (1934–1938)
- Jimmy Davies (1939–1955)
- Gibby McKenzie (1955–1957)
- Jim McIntosh (1957–1960)
- Hal Stewart (1961–1972)
- Eric Smith (1972)
- Hal Stewart (1972–1974)
- Erik Sorenson (1974–1975)
- Joe Gilroy (1975–1976)
- Benny Rooney (1976–1983)
- Alex Miller (1983)
- Tommy McLean (1983–1984)
- Willie McLean (1984–1985)
- Allan McGraw (1985–1997)
- Billy Stark (1997–2000)
- Ian McCall (2000)
- Allan Evans (2000–2001)
- Ally Maxwell (2001)
- Peter Cormack (2001–2002)
- Dave McPherson (2002)
- John McCormack (2002–2004)
- Jim McInally (2004–2008)
- Davie Irons (2008–2009)
- James Grady (2009-2010)
- Allan Moore (2010-2013)
- Kenny Shiels (2013-2014)
- Jim Duffy (2014-)

## Stadion
Zespół rozgrywa swoje spotkania na Cappielow Park. Wybudowany on został w 1879. Może pomieścić ok. 11 tys. widzów, z czego 5741 to miejsca siedzące.

## Europejskie puchary
Legenda do wszystkich tabel:
- Q – runda eliminacyjna, 1/16, 1/8, 1/4, 1/2 – odpowiednia faza rozgrywek, Grupa – runda grupowa, 1r gr – pierwsza runda grupowa, 2r gr – druga runda grupowa, F – finał, R – runda, PO – play-off
- k. – rzuty karne, los. – losowanie, Dogr. – dogrywka, w. – zasada bramek strzelonych na wyjeździe

| Sezon   | Rozgrywki              | Runda | Przeciwnik | Dom | Wyjazd | Ogólnie |
| ------- | ---------------------- | ----- | ---------- | --- | ------ | ------- |
| 1968/69 | Puchar Miast Targowych | 1R    | Chelsea    | 3–4 | 0–5    | 3–9     |